# Polygala alpestris
Polygala alpestris là một loài thực vật có hoa trong họ Polygalaceae. Loài này được Rchb. miêu tả khoa học đầu tiên năm 1823.